# Team Bentley
Pour les articles homonymes, voir Team et Bentley.
La Team Bentley est une écurie de sport automobile du constructeur automobile britannique Bentley, avec pour objectif de remporter les 24 Heures du Mans, avec en particulier  des victoires historiques aux 24 Heures du Mans 1924, 1927, 1928, 1929, 1930 et 2003.

## Histoire
Les Bentley Boys des années 1920 et leurs Bentley 3 Litre, 4½ L, 6½ L et 8 L sont victorieux en particulier des 24 Heures du Mans 1924, 1927, 1928, 1929 et 1930,. Bentley arrête officiellement la compétition après sa faillite et son rachat par Rolls-Royce en 1931.
- 24 Heures du Mans 1923 : 4e avec une Bentley 3 Litre
- 24 Heures du Mans 1924 : 1re avec une Bentley 3 Litre
- 24 Heures du Mans 1927 : 1re avec une Bentley 3 Litre
- 24 Heures de Paris de Montlhéry 1927 : 1re avec le pilote George Duller, Bentley 3 Litre
- 24 Heures du Mans 1928 : 1re et 5e avec deux Bentley 4½ Litre
- 24 Heures du Mans 1929 : 1re, 2e, 3e et 4e avec une Bentley Speed Six et 3 Bentley 4½ Litre
- 24 Heures du Mans 1930 : 1re et 2e avec deux Bentley Speed Six

## Palmarès Bentley Speed 8
Bentley Speed 8, Le Mans Prototype (LMP), conçue par Peter Elleray :
- 24 Heures du Mans 2001 : 3e avec deux Bentley engagées[4].

- 24 Heures du Mans 2002 : 4e avec une seule Bentley engagée[5].

- 24 Heures du Mans 2003 : 1re et 2e, double victoire, avec un prototype redessiné[6],[7],[8].
- 12 Heures de Sebring 2003 : 3e et 4e avec deux Bentley engagées.

## Palmarès partiel Bentley Continental GT3
- 2017 : GT World Challenge Europe Endurance Cup, victoire avec une Bentley Continental GT3

## Quelques modèles Team Bentley

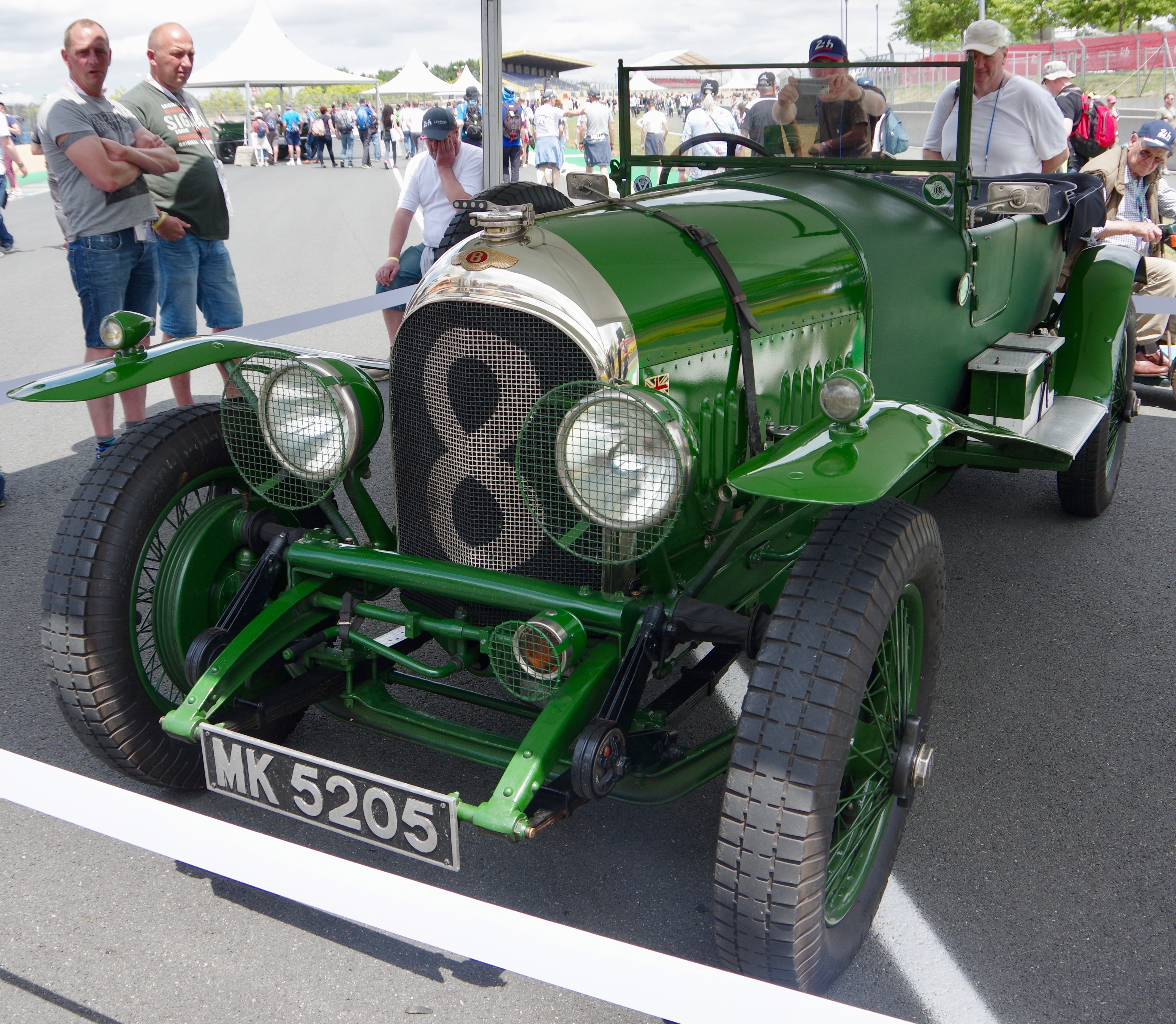
Bentley 3 Litre « Le Mans » (1921-1929)
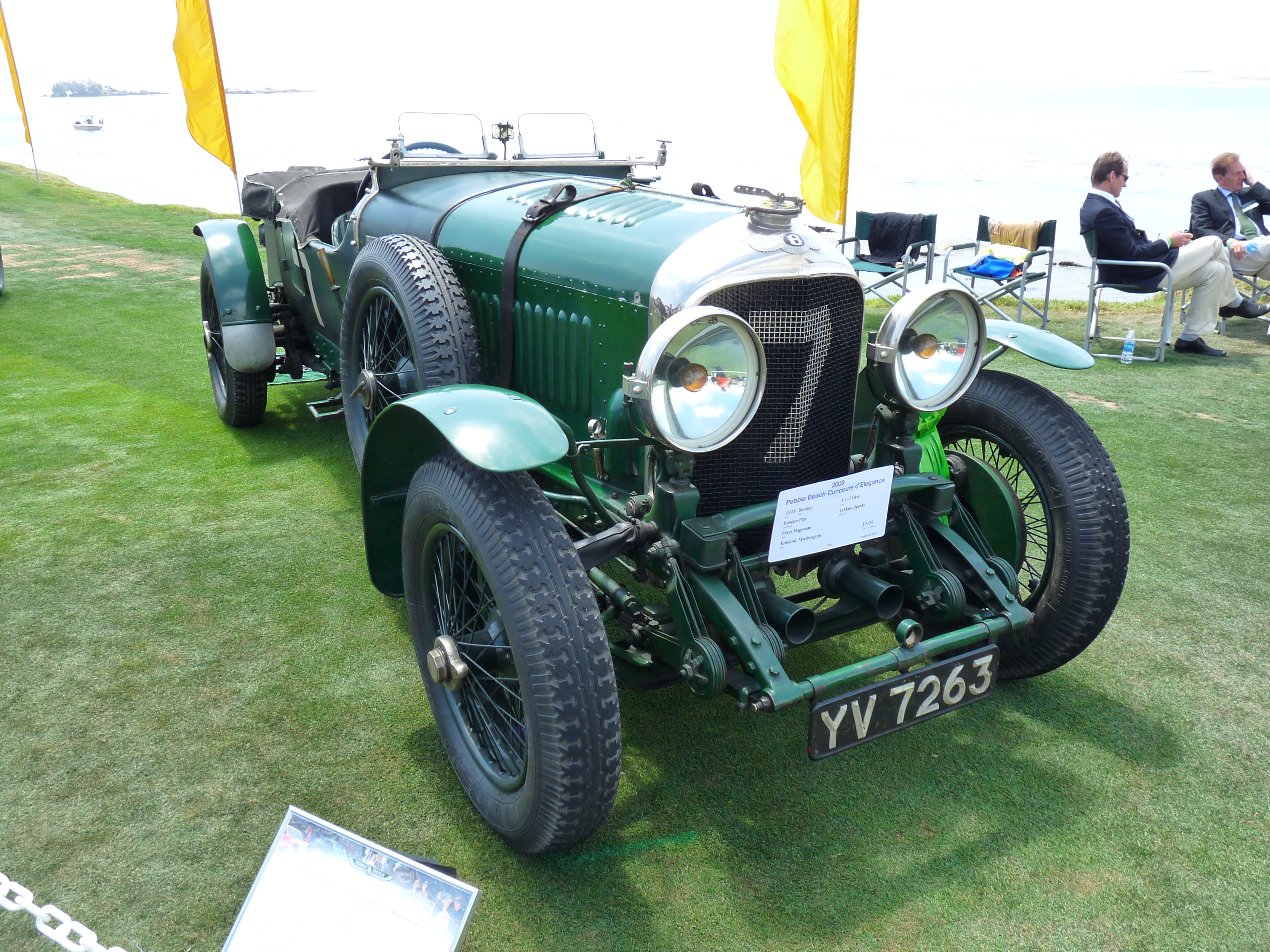
Bentley 4½ Litre « Blower Le Mans » (1927-1931)
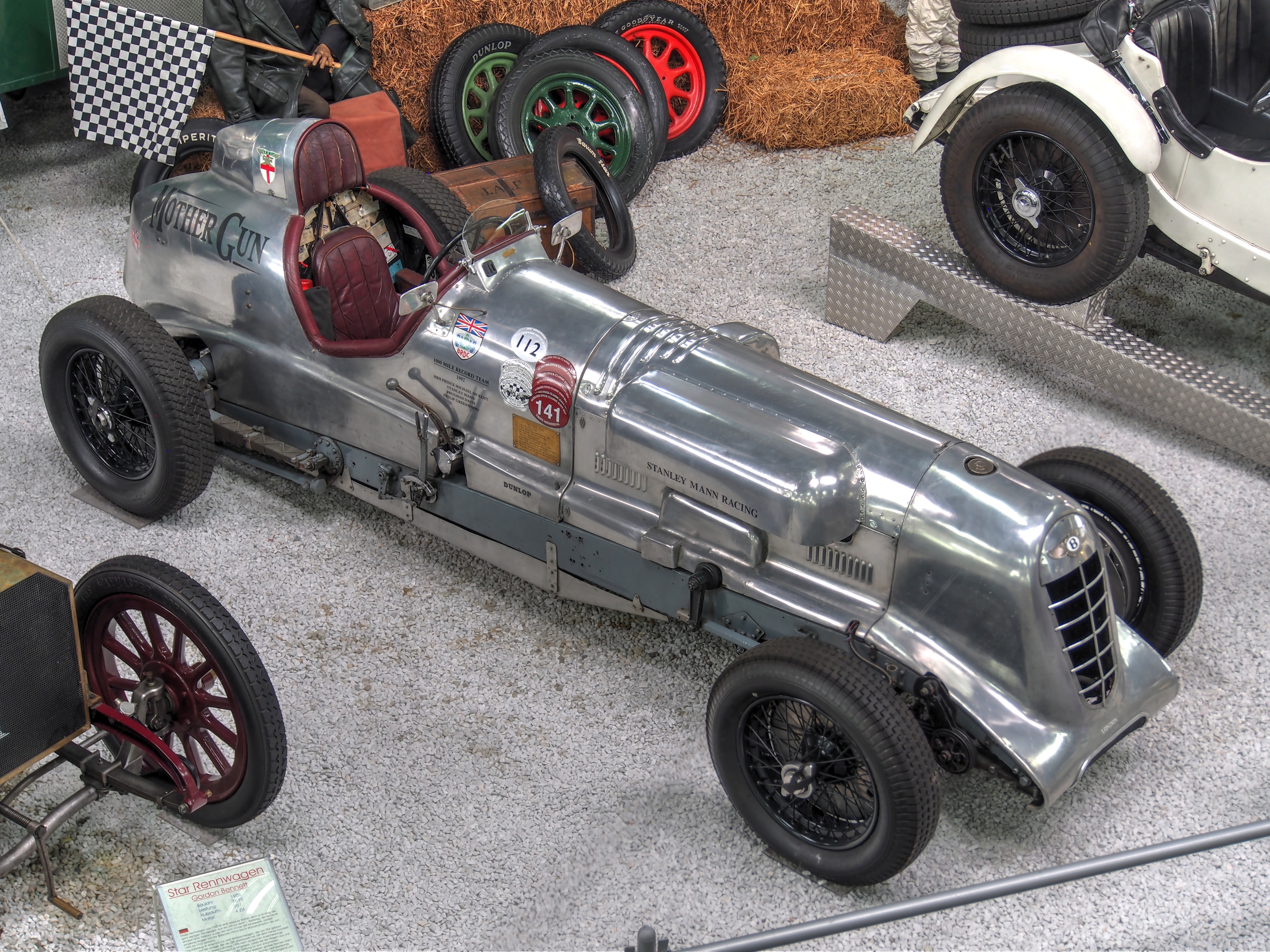
Bentley Mother Gun (1927)
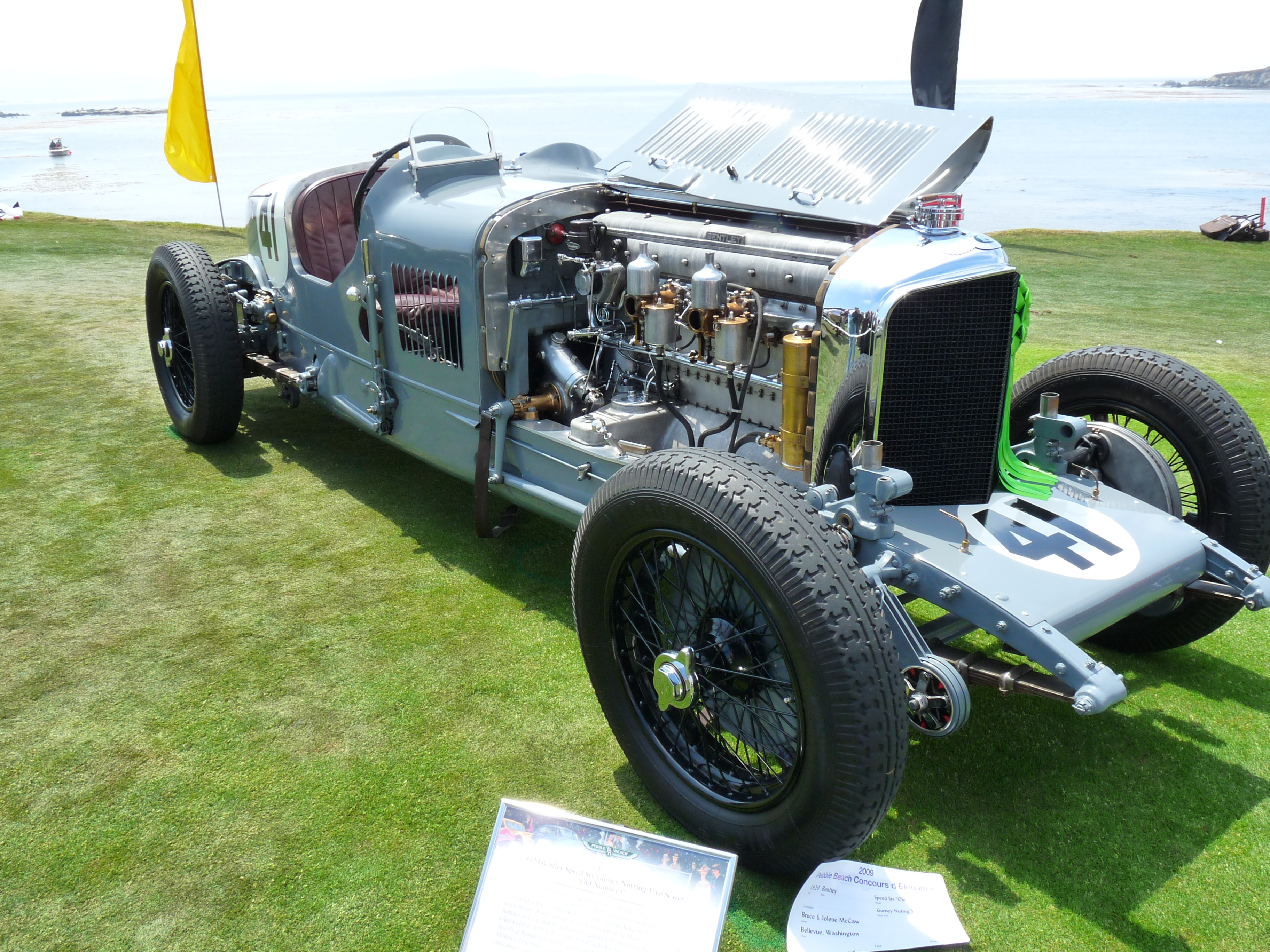
Bentley 6½ Litre « Speed Six » (1926-1930)
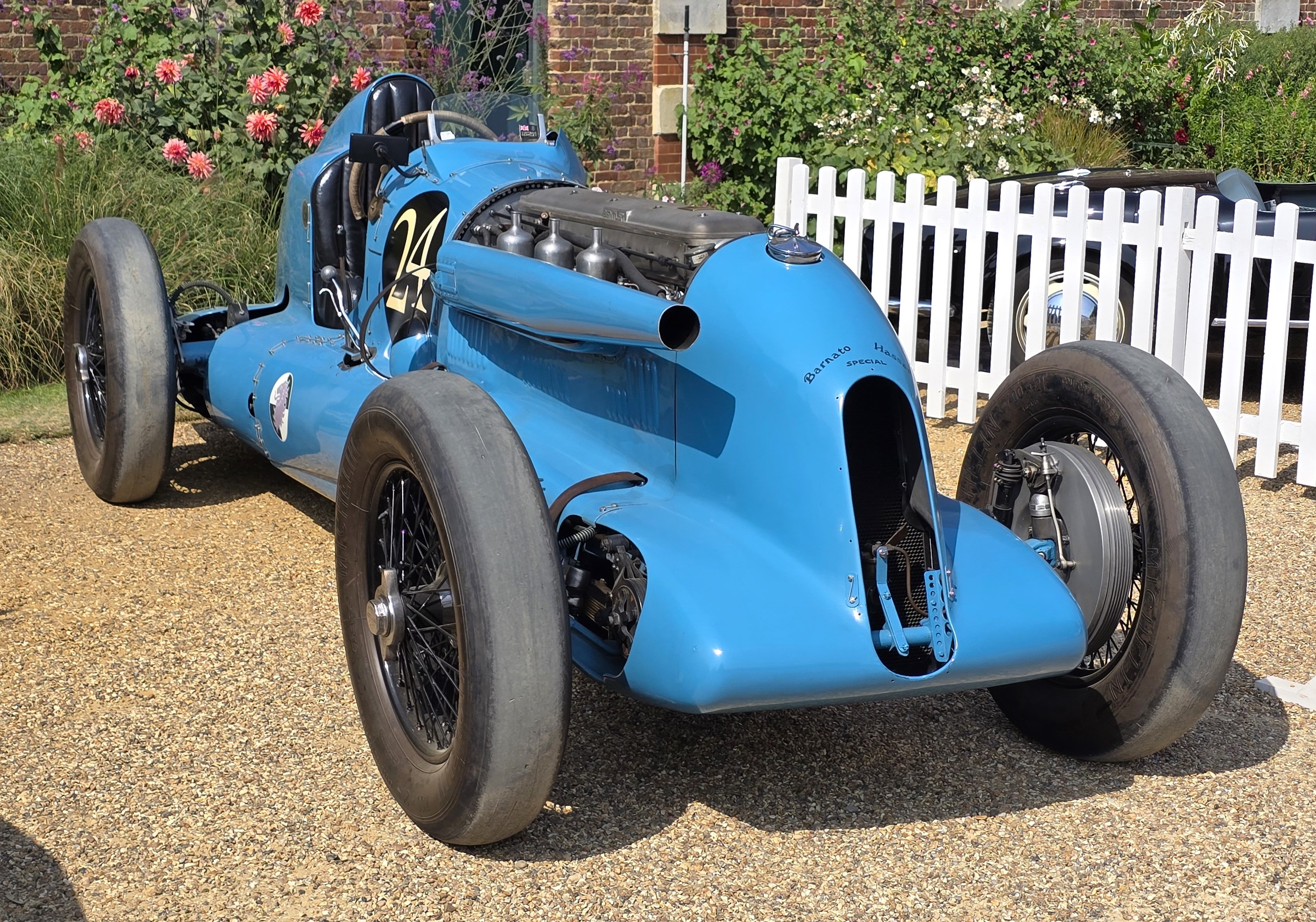
Bentley 8 Litre (1930-1931) et Barnato Hassan Special (1934)
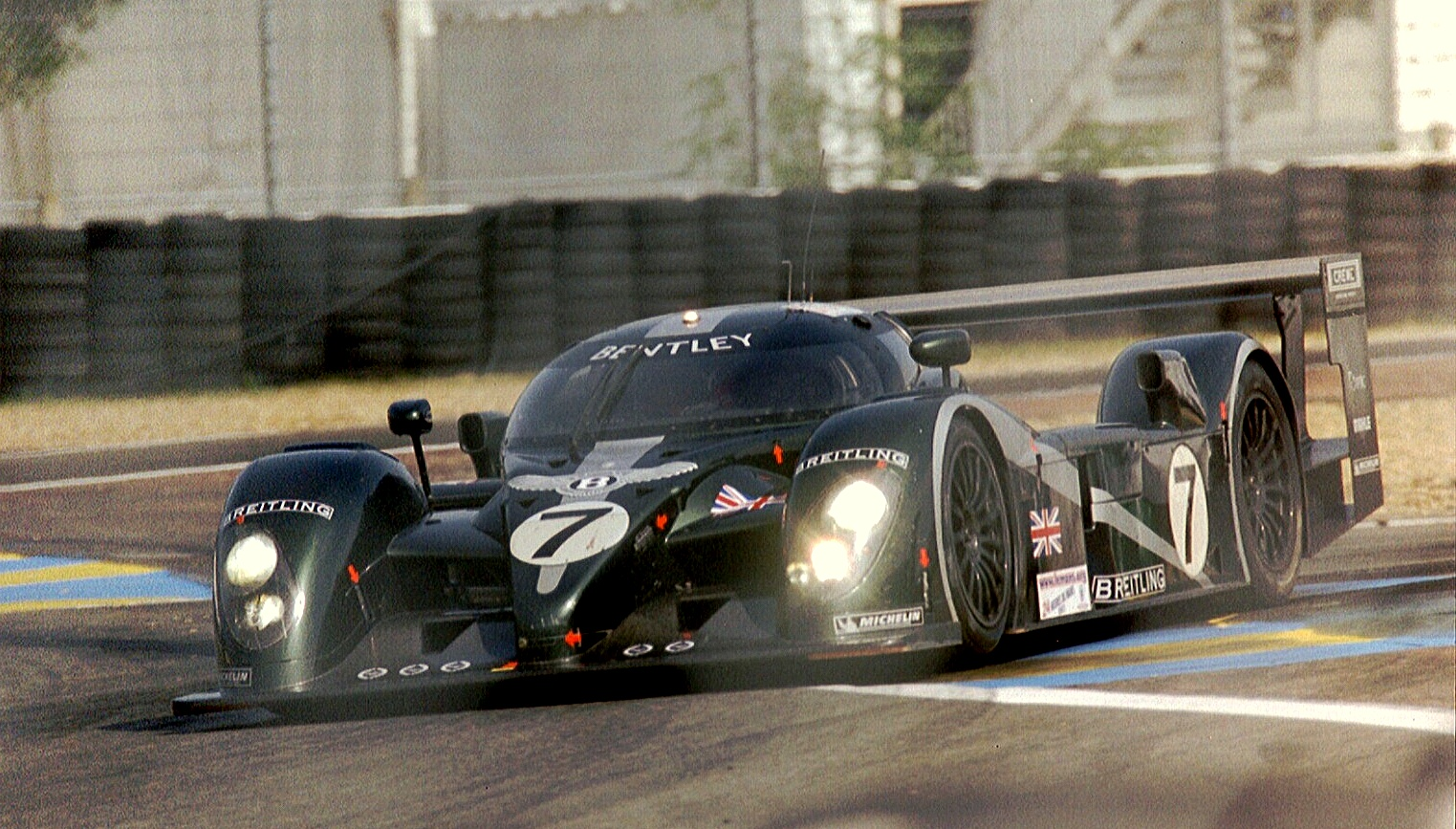
Bentley Speed 8 (2001-2003) n°7 victorieuse des 24 Heures du Mans 2003
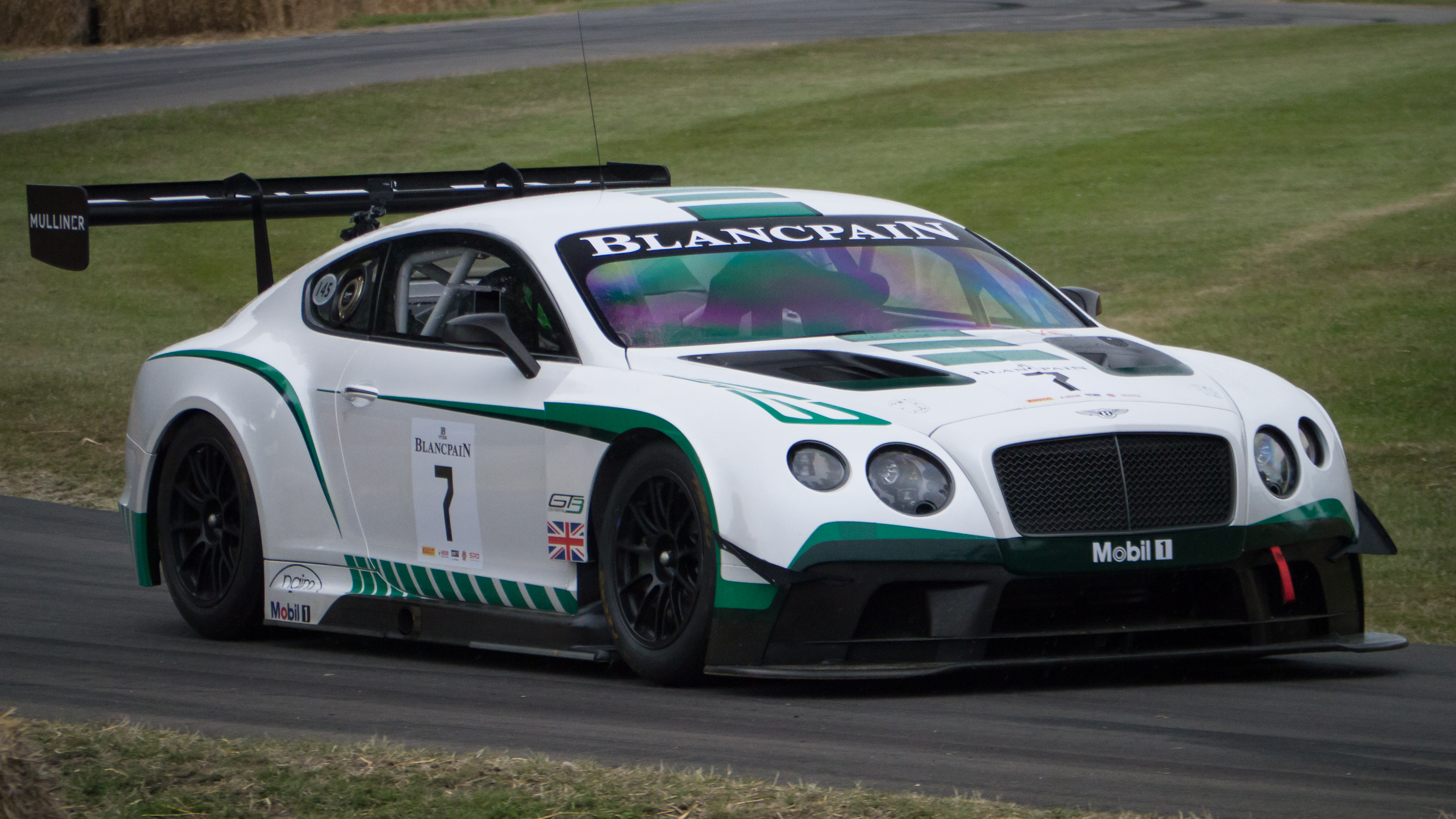
Bentley Continental GT3 (2013-2017)
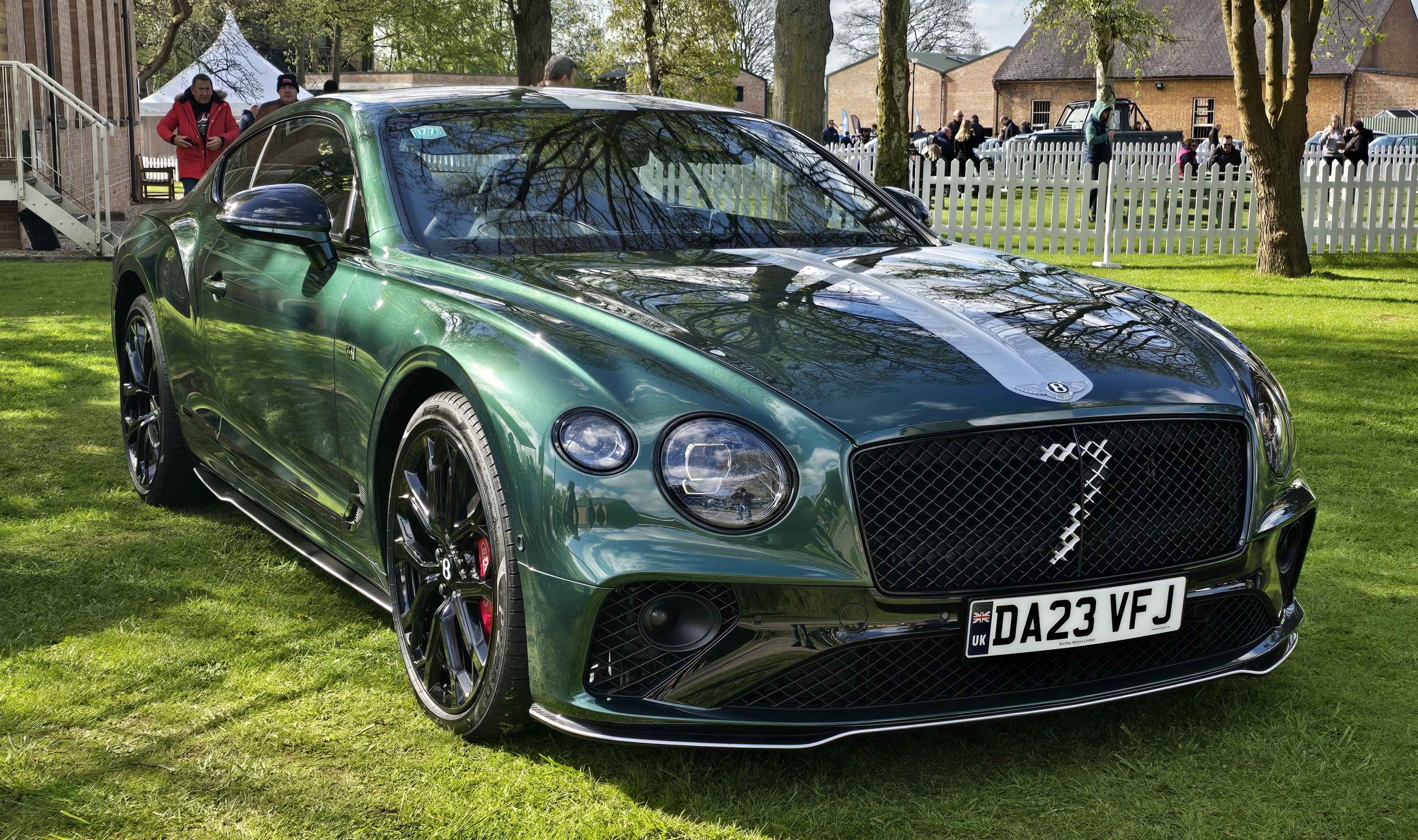
Bentley Continental GT « Le Mans » (2023) des 100 ans des 24 Heures du Mans, et des 20 ans de sa victoire aux 24 Heures du Mans 2003.

## Résultats partiels de Bentley aux 24 heures du Mans

### Écurie officielle
| Année | Écurie              | Châssis             | Numéro | Catégorie   | Pilotes                                         | Résultats |
| ----- | ------------------- | ------------------- | ------ | ----------- | ----------------------------------------------- | --------- |
| 1930  | Bentley Motors Ltd. | Speed Six           | 2      | 5001 à 8000 | Richard Watney Frank Clement                    | 2e        |
| 1930  | Bentley Motors Ltd. | Speed Six           | 3      | 5001 à 8000 | Sydney Charles Davis Clive Dunfee               | Abandon   |
| 1930  | Bentley Motors Ltd. | Speed Six           | 4      | 5001 à 8000 | Glen Kidston Woolf Barnato                      | 1er       |
| 2001  | Team Bentley        | EXP Speed 8         | 7      | LM GTP      | Martin Brundle Guy Smith Stéphane Ortelli       | Abandon   |
| 2001  | Team Bentley        | EXP Speed 8         | 8      | LM GTP      | Eric Van de Poele Butch Leitzinger Andy Wallace | 3e        |
| 2002  | Team Bentley        | EXP Speed 8         | 8      | LM GTP      | Andy Wallace Eric Van de Poele Butch Leitzinger | 4e        |
| 2003  | Team Bentley        | EXP Speed 8 Evo2003 | 7      | LM GTP      | Tom Kristensen Rinaldo Capello Guy Smith        | 1er       |
| 2003  | Team Bentley        | EXP Speed 8 Evo2003 | 8      | LM GTP      | David Brabham Johnny Herbert Mark Blundell      | 2e        |